# Красногорлый серёжчатый медосос
Красногорлый серёжчатый медосос (лат. Acanthagenys rufogularis) — вид воробьиных птиц из семейства медососовых (Meliphagidae), единственный в роде Acanthagenys.

## Описание
Тело довольно большое для медососов — от 22 до 27 сантиметров, вес около 52 грамм. Красногорлый серёжчатый медосос — серо-коричневая птица с огнено-оранжевыми горлом и грудью. Крылья серые с белыми краями. Хвост длинный с белыми кончиками. Клюв розовый с черным краем.
В основном плодояден, но также питается нектаром, цветками, насекомыми, рептилиями и молодыми птенцами. Птицы довольно социальны, агрессивны, и часто питаются большими стаями.
Обитает в основном в пустынях, прибрежных кустарниках и сухих лесах, встречается также и в мангровых лесах. Распространён в основном в Австралии.